# الله‌کلولار
الله‌کلولار(به لاتین: Allahqulular یا عیسی‌بلاغ Isaboulagh) یک منطقهٔ مسکونی در جمهوری آرتساخ است که در استان مارتونی واقع شده‌است.